# Эпсилон Тельца
Эпсилон Тельца (ε Tauri, ε Tau) — оранжевая звезда-гигант спектрального класса K0 III, находящаяся на расстоянии примерно 147 св. лет в созвездии Тельца. Известна с древности под названием А́ин (араб. عين‎ — «глаз»), в каталоге Флемстида обозначена, как Oculus Boreus (лат. — «Северный глаз»). Считается наиболее массивной из звёзд с обнаруженными планетными системами и достоверно установленной начальной массой, хотя звезда HD 13189 потенциально более массивна.
Звезда находится в рассеянном звёздном скоплении Гиады, что позволяет оценить её возраст в 625 миллионов лет. Большая масса звезды указывает, что раньше она принадлежала к спектральному классу А, но впоследствии сместилась с главной последовательности в стадию звезды-гиганта из красного сгущения, то есть в фазу горения гелия в её ядре. Имеет звезду-компаньона 11-й звёздной величины на расстоянии 182 угловых секунд.
Положение Эпсилон Тельца вблизи плоскости эклиптики иногда приводит к покрытию её Луной или (в редких случаях) планетами.

## Планетная система
В 2007 году у Эпсилон Тельца обнаружена массивная экзопланета, обращающаяся вокруг звезды с периодом 1,6 года по эксцентрической орбите, ставшая первой экзопланетой, открытой в рассеянном звёздном скоплении.
| Планета | Масса           | Большая полуось (а. е.) | Орбитальный период (дней) | Эксцентриситет  |
| ------- | --------------- | ----------------------- | ------------------------- | --------------- |
| b       | >7,6 (± 0,2) M⊕ | 1,93 (± 0,03)           | 594,9 (± 5,3)             | 0,151 (± 0,023) |

Планета включена Международным астрономическим союзом в список первого всеобщего голосования по выбору собственных имён для 20 известных экзопланет, запущенного в августе 2015 года. Результаты голосования, участники которого могут предлагать свои варианты имён и голосовать за существующие, предположительно будут объявлены в середине ноября 2015 года.